# パフィー de ルンバ
「パフィーdeルンバ」は、PUFFYの8枚目のシングル。1998年12月12日発売。発売元はエピックレコードジャパン。

## 解説
- 資生堂「TISS」CMソング
- ダイハツ・ムーヴラテCMソング
- プロモーションビデオにはジミ・ヘンドリックスに扮した男性が出演している。
- 初めて奥田ではなく笹路正徳がプロデュースを担当したシングルである。
- テレビ出演時には、南流石とその団員らがバックダンサーとなる。

## トラック
1. パフィーdeルンバ
作詞：PUFFY、作曲：田村依子、編曲：笹路正徳
2. peace
作詞：PUFFY・奥田民生、作曲・編曲：アンディ・スターマー
3. パフィーdeルンバ（オリジナル・カラオケ）
4. peace（オリジナル・カラオケ）

## 収録アルバム
- FEVER*FEVER (#1)
- The Very Best of Puffy / amiyumi jet fever (#1)